# محزة (جبلة)

تعديل مصدري - تعديل

محزة محلة تابعة لقرية الخزيجة، التابعة لعزلة الثوابي بمديرية جبلة إحدى مديريات محافظة إب في الجمهورية اليمنية، بلغ تعداد سكانها 37 حسب تعداد اليمن لعام 2004.